# Wahlkreis Dresden 5 (2014–2019)
Der Wahlkreis Dresden 5 (Wahlkreis 45) war ein Landtagswahlkreis in Sachsen.
Er war einer von sieben Dresdner Landtagswahlkreisen und umfasste im Dresdner Zentrum vom Stadtbezirk Altstadt die statistischen Stadtteile Innere Altstadt, Seevorstadt-Ost/Großer Garten, Johannstadt-Nord und -Süd, vom Stadtbezirk Neustadt die statistischen Stadtteile Innere Neustadt und Leipziger Vorstadt, vom Stadtbezirk Blasewitz den statistischen Stadtteil Striesen-Süd sowie vom Stadtbezirk Prohlis den statistischen Stadtteil Strehlen. Bei der letzten Landtagswahl (im Jahr 2019) waren 62.196 Einwohner wahlberechtigt.
Der Wahlkreis wurde in dieser Form zur Landtagswahl 2014 gebildet – er entsprach dabei flächenmäßig in Teilen dem bisherigen Wahlkreis Dresden 3 (Wahlkreis 45). Sein Gebiet wurde bei der Neugliederung der Wahlkreise im Jahr 2023 auf die neugebildeten Wahlkreise Dresden 2 (Wahlkreis 41), Dresden 6 (Wahlkreis 45) und mit einem kleinen Teil auf den neuen Wahlkreis Dresden 5 (Wahlkreis 44) aufgeteilt.

## Wahlergebnisse

### Landtagswahl 2019
Vorläufiges Ergebnis der Landtagswahl am 1. September 2019 im Wahlkreis 45 – Dresden 5:
(Ergebnisse in Prozent)
| Direktkandidat   | Partei               | Direktstimmen | Listenstimmen |
| ---------------- | -------------------- | ------------- | ------------- |
| Gunter Thiele    | CDU                  | 23,5          | 24,6          |
| André Schollbach | Die Linke            | 18,7          | 15,2          |
| Sabine Friedel   | SPD                  | 7,3           | 9,1           |
| Joachim Keiler   | AfD                  | 17,8          | 16,3          |
| Thomas Löser     | GRÜNE                | 24,1          | 20,7          |
| –                | NPD                  | –             | 0,3           |
| Lydia Streller   | FDP                  | 4,7           | 5,0           |
| –                | Freie Wähler         | –             | 2,2           |
| –                | Tierschutz           | –             | 1,1           |
| –                | Piraten              | –             | 0,7           |
| Charlotte Brock  | Die PARTEI           | 3,5           | 2,7           |
| Michael Gründler | BüSo                 | 0,5           | 0,1           |
| –                | ADPM                 | –             | 0,1           |
| –                | Blaue #TeamPetry     | –             | 0,2           |
| –                | KPD                  | –             | 0,1           |
| –                | ÖDP                  | –             | 0,5           |
| –                | Die Humanisten       | –             | 0,5           |
| –                | PDV                  | –             | 0,1           |
| –                | Gesundheitsforschung | –             | 0,4           |

| Wahlberechtigte | 62.196 |
| Wahlbeteiligung | 71,7 % |

### Landtagswahl 2014
Amtliches Endergebnis der Landtagswahl am 31. August 2014 im Wahlkreis 45 – Dresden 5:
(Ergebnisse in Prozent)
| Direktkandidat        | Partei          | Direktstimmen | Listenstimmen |
| --------------------- | --------------- | ------------- | ------------- |
| Patrick Schreiber     | CDU             | 29,7          | 30,4          |
| Kristin Kaufmann      | Die Linke       | 26,6          | 22,9          |
| Harald Baumann-Hasske | SPD             | 11,3          | 14,2          |
| Barbara Lässig        | FDP             | 3,1           | 3,2           |
| Antje Hermenau        | GRÜNE           | 14,0          | 12,4          |
| Andreas Klose         | NPD             | 2,1           | 2,4           |
| –                     | Tierschutz      | –             | 1,3           |
| Marcel Ritschel       | Piraten         | 2,6           | 2,6           |
| Michael Gründler      | BüSo            | 0,3           | 0,3           |
| –                     | DSU             | –             | 0,1           |
| Karin Wilke           | AfD             | 6,4           | 6,8           |
| –                     | pro Deutschland | –             | 0,2           |
| Christian Hille       | Freie Wähler    | 1,6           | 1,1           |
| Martin Hoferick       | Die PARTEI      | 2,4           | 2,1           |

| Wahlberechtigte | 62.988 |
| Wahlbeteiligung | 57,1 % |